# Argus Leader
De Argus Leader is een Amerikaans dagblad uit Sioux Falls (South Dakota). Met 23.721 exemplaren op een weekdag en 32.981 exemplaren op zondag is de Argus Leader de grootste krant van South Dakota. Eigenaar is Gannett, de grootste uitgever van kranten in de Verenigde Staten.